# L'aparició de Jesús als seus deixebles en el mar
L'aparició de Jesús als seus deixebles en el mar és un relleu en marbre del Mestre de Cabestany datat del segon terç del segle xii. Pertany a la desapareguda portalada occidental de l'església del monestir de Sant Pere de Rodes, l'origen del qual és avalat per dos dibuixos antics conservats del relleu.
Actualment forma part de la col·lecció permanent del Museu Frederic Marès i va ser adquirit pel museu a partir d'una donació dels Amics dels Museus de Catalunya el 1960.

## Descripció
El relleu, tallat en un bloc de marbre reaprofitat, narra l'aparició en què Jesús camina sobre l'aigua (Mateu 14:24–29), identificació iconogràfica que corrobora la inscripció "UBI DOMINUS APPARUIT DISCIPULIS IN MARI", que apareix a la part alta de l'escena. En unes aigües amb marcat onatge i plenes de peixos, navega una barca en què hi ha dos personatges. L'un rema, i l'altre –Pere− té l'actitud de sortir–ne. Crist, dret sobre l'aigua, beneeix i aguanta el llibre obert, en el qual es llegeix “PAX VOBIS”, inici del diàleg que s'establí entre els personatges.

## Anàlisi i autor
La personalitat artística d'aquest mestre s'ha definit a partir dels trets estilístics del relleu del timpà de l'església de Santa Maria de Cabestany (el Rosselló). Aquests venen marcats per la influència del món clàssic –l'ús del trepant n'és una mostra−, un fort sentit expressionista −dimensions exagerades de les mans i dels caps, i tractament oblic del ulls−, un important moviment de les vestimentes i un gust acurat pel detall. El seu art s'estén des de la Toscana fins a Navarra, el Llenguadoc i Catalunya.
Testimonis del segle xviii ens parlen que la portalada era decorada amb escenes de la vida pública i de la passió de Crist. Algunes, com la que ens ocupa, estaven especialment vinculades amb sant Pere, patró de l'església.

## Història
Desmantellada la portalada occidental de l'església del monestir de Sant Pere de Rodes al segle xviii, alguns fragments van passar a mans de col·leccionistes. Aquest relleu, la peça de més qualitat i més ben conservada de totes les que han sobreviscut, va ser adquirida pels Amics dels Museus de Catalunya per subscripció popular i va ser donada al museu l'any 1960 juntament amb l'anyell místic esculpit en una clau d'arquivolta. El museu conserva, des de 1979, un altre fragment de relleu de la mateixa portalada.